# Іван Маркано
Іван Маркано (ісп. Iván Marcano, нар. 23 червня 1987, Сантандер) — іспанський футболіст, захисник португальського «Порту».

## Клубна кар'єра
Вихованець футбольної школи клубу «Расінг», після якої грав за другу команду «Расінг Б» в Сегунді Б, третьому за рівнем дивізіоні Іспанії..
За основну команду дебютував 2007 року у матчі проти «Альмерії». Незабаром після дебюту, Маркано отримав серйозну травму та виходить з ладу терміном на 3 місяці. Після відновлення продовжив грати за другу команду.
У сезоні 2008/09 Іван закріпився в основному складі під керівництвом нового тренера Хуана Муніса. У п'ятій грі Ла Ліги він відзначився забитим м'ячем у ворота «Мальорки». Протягом усього сезону, він був основним лівим захисником в команді.
На початку липня 2009 року Іван підписав контракт на шість років з «Вільярреалом». На початку сезону 2009/10 він також був основним на своїй позиції, але після декількох невиразних матчів, Іван втратив місце переважно складі. А на його позиції з'явився молодий аргентинський захисник Матео Мусаккіо, який початок сезону провів у фарм-клубі «Вільярреал  Б».
8 червня 2010 року, після невдалого сезону в «Вільярреалі», Маркано відправився в оренду в інший іспанський клуб Ла Ліги «Хетафе». Після травм Педро Маріо Альвареса та Рафаеля Лопеса Гоміса, він остаточно закріпився в основному складі, а його командо з проблемами, але змогла утриматися в Ла Ліги. Свій єдиний гол за «Хетафе» забив «Спортингу» з Хіхона, а матч завершився розгромом останніх зі рахунком 3:0.
Влітку 2011 року на правах оренди підписав контракт з грецьким «Олімпіакосом». 15 березня 2012 забив гол за свій клуб в Лізі Європи харківському «Металісту». За підсумками сезону виграв чемпіонат та кубок Греції, хоча в фінальному матчі проти «Атромітоса» (2:1) на поле так і не вийшов.
2 червня 2012 року підписав чотирирічний контракт з казанським «Рубіном» «Рубін» заплатив «Вільяреалу» за Маркано 5 млн євро. Дебютував іспанець в «Рубіні» 14 липня в матчі за Суперкубок Росії проти «Зеніту», який казанці виграли 2:0, а Маркано вийшов на 79 хвилині замість Гекденіза Караденіза. 17 листопада 2012 року забив перший гол за «Рубін» в рамках Чемпіонату Росії 2012/13. 11 квітня 2013 року забив гол у матчі Ліги Європи проти «Челсі».
24 січня 2014 року офіційний сайт «Рубіна» оголосив про перехід на правах оренди Івана Маркано в грецький «Олімпіакос». Орендна угода розрахована на півроку з правом подальшого викупу гравця.
11 серпня 2014 «Порту» на своєму офіційному сайті оголосив про перехід з «Рубіна» захисника Івана Маркано. Угода іспанського футболіста з «драконами» була розрахована на чотири роки.
31 травня 2018 року уклав трирічний контракт з «Ромою». Утім в Італії стати гравцем основного складу Маркано не вдалося, і вже за рік, взявши участь лише у 13 іграх за римську команду, він повернувся до «Порту».

## Виступи за збірну
2009 року зіграв в одному офіційному матчі за молодіжну збірну Іспанії.

## Статистика виступів

### Статистика клубних виступів
Станом на 28 серпня 2019 року
| Сезон                  | Команда                | Чемпіонат              | Чемпіонат | Чемпіонат | Національний кубок | Національний кубок | Національний кубок | Континентальні кубки | Континентальні кубки | Континентальні кубки | Інші змагання | Інші змагання | Інші змагання | Усього | Усього |
| Сезон                  | Команда                | Ліга                   | Ігор      | Голів     | Ліга               | Ігор               | Голів              | Ліга                 | Ігор                 | Голів                | Ліга          | Ігор          | Голів         | Ігор   | Голів  |
| ---------------------- | ---------------------- | ---------------------- | --------- | --------- | ------------------ | ------------------ | ------------------ | -------------------- | -------------------- | -------------------- | ------------- | ------------- | ------------- | ------ | ------ |
| 2005–06                | «Расінг Б»             | СДБ                    | 10        | 0         | -                  | -                  | -                  | -                    | -                    | -                    | -             | -             | -             | 10     | 0      |
| 2006–07                | «Расінг Б»             | СДБ                    | 32        | 0         | -                  | -                  | -                  | -                    | -                    | -                    | -             | -             | -             | 32     | 0      |
| Усього за «Расінг Б»   | Усього за «Расінг Б»   | Усього за «Расінг Б»   | 42        | 0         |                    | -                  | -                  |                      | -                    | -                    |               | -             | -             | 42     | 0      |
| 2007–08                | «Расінг»               | ПД                     | 2         | 0         | КІ                 | 2                  | 0                  | -                    | -                    | -                    | -             | -             | -             | 4      | 0      |
| 2008–09                | «Расінг»               | ПД                     | 34        | 2         | КІ                 | 2                  | 0                  | КУЄФА                | 5                    | 0                    | -             | -             | -             | 41     | 2      |
| Усього за «Расінг»     | Усього за «Расінг»     | Усього за «Расінг»     | 36        | 2         |                    | 4                  | 0                  |                      | 5                    | 0                    |               | -             | -             | 45     | 2      |
| 2009–10                | «Вільярреал»           | ПД                     | 16        | 1         | КІ                 | 4                  | 0                  | ЛЄ                   | 7                    | 0                    | -             | -             | -             | 27     | 1      |
| 2010–11                | «Хетафе»               | ПД                     | 29        | 1         | КІ                 | 4                  | 0                  | ЛЄ                   | 5                    | 0                    | -             | -             | -             | 38     | 1      |
| 2011–12                | «Олімпіакос»           | СЛ                     | 28        | 4         | КН                 | 4                  | 0                  | ЛЧ+ЛЄ                | 5+4                  | 0+1                  | -             | -             | -             | 41     | 5      |
| 2012–13                | «Рубін»                | ПЛ                     | 21        | 1         | КР                 | 1                  | 0                  | ЛЄ                   | 10                   | 1                    | СКР           | 1             | 0             | 33     | 2      |
| 2013-січ. 2014         | «Рубін»                | ПЛ                     | 17        | 0         | КР                 | 0                  | 0                  | ЛЄ                   | 11                   | 1                    | -             | -             | -             | 28     | 1      |
| Усього за «Рубін»      | Усього за «Рубін»      | Усього за «Рубін»      | 38        | 1         |                    | 1                  | 0                  |                      | 21                   | 2                    |               | 1             | 0             | 61     | 3      |
| січ.-черв. 2014        | «Олімпіакос»           | СЛ                     | 7         | 1         | КН                 | 3                  | 0                  | ЛЧ                   | 2                    | 0                    |               | -             | -             | 12     | 1      |
| Усього за «Олімпіакос» | Усього за «Олімпіакос» | Усього за «Олімпіакос» | 35        | 5         |                    | 7                  | 0                  |                      | 11                   | 1                    |               | -             | -             | 53     | 6      |
| 2014–15                | «Порту»                | ПЛ                     | 20        | 0         | КП+КЛ              | 1+5                | 0                  | ЛЧ                   | 6                    | 0                    | -             | -             | -             | 32     | 0      |
| 2015–16                | «Порту»                | ПЛ                     | 22        | 2         | КП+КЛ              | 4+1                | 0                  | ЛЧ+ЛЄ                | 5+1                  | 0                    | -             | -             | -             | 33     | 2      |
| 2016–17                | «Порту»                | ПЛ                     | 32        | 4         | КП+КЛ              | 2+2                | 0+1                | ЛЧ                   | 10                   | 0                    | -             | -             | -             | 46     | 5      |
| 2017–18                | «Порту»                | ПЛ                     | 30        | 5         | КП+КЛ              | 5+4                | 1+0                | ЛЧ                   | 7                    | 1                    | -             | -             | -             | 46     | 7      |
| 2018–19                | «Рома»                 | A                      | 10        | 0         | КІ                 | 1                  | 1                  | ЛЧ                   | 2                    | 0                    | -             | -             | -             | 13     | 1      |
| 2019–20                | «Порту»                | ПЛ                     | 3         | 0         | КП+КЛ              | 0                  | 0                  | ЛЧ                   | 2                    | 0                    | -             | -             | -             | 5      | 0      |
| Усього за «Порту»      | Усього за «Порту»      | Усього за «Порту»      | 107       | 11        |                    | 24                 | 2                  |                      | 31                   | 1                    |               | -             | -             | 162    | 14     |
| Усього за кар'єру      | Усього за кар'єру      | Усього за кар'єру      | 313       | 21        |                    | 45                 | 3                  |                      | 81                   | 4                    |               | 1             | 0             | 441    | 28     |

## Досягнення
- Чемпіон Греції (2): 2011-12, 2013-14
- Володар Кубка Греції  (1): 2011-12
- Володар Суперкубка Росії (1): 2012
- Чемпіон Португалії (3): 2017–18, 2019–20, 2021–22
- Володар Кубка Португалії (3): 2019–20, 2021–22, 2022–23
- Володар Суперкубка Португалії (2): 2020, 2022
- Володар Кубка португальської ліги (1): 2022–23